# Holger Frederik Rørdam
Holger Frederik Rørdam, född den 14 juni 1830, död den 13 maj 1913, var en dansk präst och kyrkohistoriker, son till Hans Christian Rørdam.   
Rørdam, som blev teologisk kandidat 1853, författade redan samma år De danske og norske studenters deltagelse i Kjøbenhavns forsvar imod Carl Gustaf, invaldes 1857 i styrelsen för Selskabet for Danmarks kirkehistorie och utgav sedan till sin död dess tidskrift "Kirkehistoriske samlinger" (24 band). Där meddelade han en stor mängd lärda avhandlingar med värdefulla bidrag till det danska kulturlivets historia, särskilt på 1500- och 1600-talen.
Rørdam var 1860-64 präst i Satrup i Angeln, varifrån han avlägsnades av de tyska myndigheterna, tog 1867 filosofisk doktorsgrad och blev 1869 åter kyrkoherde, sedan 1883 i Lyngby som sin farbrors efterträdare; 1910 blev han teologie hedersdoktor. Han var sedan 1867 ledamot av Selskabet for fædrelandets historie och sedan 1871 av Videnskabernes selskab samt en ytterst flitig och produktiv författare.
Särskilt må nämnas Anders Arreboes Levned og Skrifter (1857), Kjøbenhavns Kirker og Klostre i Middelalderen (1859-63), Historieskrivningen og Historieskriverne i Danmark og Norge siden Reformationen I (tidsskedet till A.S. Vedel, 1867), Kjøbenhavns Universitets Historie 1537-1621 (4 band, 1868-77), Klavs Lyskanders Levned (1868) och Historieskriveren Arild Hvitfeldt (1896). 
Rørdam utgav dessutom Danske Kirkelove 1536-1683 (3 band, 1883-89), Monumenta historiae Daniae. Historiske Kildeskrifter og Bearbejdelser af dansk Historie fra det 16:e Aarhundrede (4 band, 1878-88) och Samlinger og Studier vedrørende danske Personer og Forhold især i 17:e Aarhundrede (4 band, 1891-1902).

## Utmärkelser
- Dannebrogsmännens hederstecken,  1898[3]
- Hedersdoktor vid Köpenhamns universitet,  1910[3]
- Kommendör av Dannebrogorden,  1910[3]

[Redigera Wikidata]